# Stefan Effenberg
Stefan Effenberg (Amburgo, 2 agosto 1968) è un ex calciatore e allenatore di calcio tedesco, di ruolo centrocampista, vicecampione d'Europa nel 1992 con la Nazionale tedesca.
Soprannominato Effe o Cheffe, è considerato uno dei migliori centrocampisti della propria generazione, nonostante il carattere controverso. Ha vestito le maglie di Borussia Mönchengladbach, Bayern Monaco, Fiorentina, Wolfsburg ed Al-Arabi, oltre che della Nazionale tedesca, con cui ha partecipato al campionato d'Europa 1992 e al campionato del mondo 1994 e con cui ha totalizzato 35 presenze e 5 reti.
Campione d'Europa di club con il Bayern Monaco nel 2000-2001, nella stessa stagione è stato nominato dall'UEFA come Club Footballer of the Year. Tra il 2015 e il 2016 ha ricoperto anche il ruolo di allenatore.

## Caratteristiche tecniche

### Giocatore

Effenberg, capitano del Bayern Monaco, solleva il trofeo della UEFA Champions League 2000-2001.

Centrocampista centrale dal carattere controverso, univa capacità di leadership, forza fisica, corsa, abilità nel passaggio e nel tiro.

## Carriera

### Giocatore

#### Club
Cresciuto nelle giovanili del Victoria Amburgo, ha cominciato la carriera professionistica con la maglia del Borussia Mönchengladbach. Ha debuttato in Bundesliga con questa maglia, in data 21 novembre 1987: ha sostituito Christoph Budde nella vittoria per 1-0 arrivata sul Kaiserslautern. Il 7 maggio 1988 ha trovato la prima rete nella massima divisione tedesca, in occasione del successo per 2-4 maturato sul campo dell'Hannover 96.
Nell'estate 1990, Effenberg è passato al Bayern Monaco: il trasferimento è stato visto dai suoi ex tifosi del Borussia Mönchengladbach come un tradimento. Ha esordito in squadra il 30 luglio, in Supercoppa di Germania: è stato schierato titolare nella vittoria per 4-1 sul Kaiserslautern, aggiudicandosi così il primo trofeo della sua carriera. L'11 agosto 1990 ha disputato la prima partita in Bundesliga con la nuova casacca, trovando anche la rete nel pareggio casalingo per 1-1 contro il Bayer Leverkusen. Il 19 settembre seguente ha debuttato nelle competizioni europee per club: è stato titolare nel successo per 2-3 in casa dell'APOEL. È rimasto in squadra per un biennio, segnato da prestazioni altalenanti.
In vista del campionato 1992-1993, Effenberg è stato acquistato dalla Fiorentina in cambio di 5,6 miliardi di lire. Ha esordito in Serie A il 6 settembre 1992, venendo schierato titolare nel pareggio casalingo per 1-1 contro il Genoa: nello stesso incontro, ha trovato la rete in favore della sua squadra.
In viola, Effenberg ha avuto un buon impatto, risultando tra i migliori della squadra nel corso del girone d'andata, in cui la Fiorentina stava disputando un campionato d'alta classifica. A gennaio 1993, a causa di alcune divergenze con la dirigenza, l'allenatore Luigi Radice è stato esonerato. Al suo posto è stato scelto Aldo Agroppi che, nel corso della stagione, ha nominato Effenberg capitano della squadra. Nella seconda parte dell'annata, tuttavia, la Fiorentina è precipitata in una spirale negativa di risultati, che ha portato sorprendentemente la squadra alla retrocessione in Serie B.
A seguito di questo, Effenberg ha manifestato la propria volontà di lasciare la Fiorentina – anche a titolo temporaneo – per non giocare tra i cadetti, nell'ottica di rientrare tra i convocati per il campionato del mondo 1994. La società ha però negato questa possibilità ed Effenberg è rimasto in forza al club gigliato. Sotto la guida del nuovo allenatore Claudio Ranieri, Effenberg si è reso protagonista di altri atteggiamenti discutibili, lamentando una mancanza di stimoli nel giocare in piccoli stadi e accumulando diversi ritardi al rientro dalla Germania. Anche per questi motivi, la fascia da capitano passa sul braccio di Giuseppe Iachini.
A fine stagione, la Fiorentina centra il 1º posto finale e la conseguente promozione in Serie A.
Nel 1994, Effenberg ha fatto ritorno in Germania, tornando a vestire la maglia del Borussia Mönchengladbach. È tornato a calcare i campi da calcio della Bundesliga in data 19 agosto, in occasione del pareggio per 1-1 in casa dello Schalke 04. Ha contribuito alla vittoria della Coppa Germania 1994-1995, andando anche a segno nella finale contro il Wolfsburg.
Dopo un quadriennio in forza al Borussia Mönchengladbach, ha firmato nuovamente per il Bayern Monaco, richiesto espressamente dall'allenatore Ottmar Hitzfeld. Questa esperienza è stata decisamente più positiva della prima: Effenberg ha contribuito alla vittoria di tre coppe di lega (1998, 1999 e 2000), tre campionati (1998-1999, 1999-2000 e 2000-2001), una coppa nazionale (1999-2000) e soprattutto la Champions League 2000-2001, realizzando la rete che ha fissato il punteggio della finale contro il Valencia sull'1-1 nei tempi regolamentari e trasformando il suo tiro di rigore per il 5-4 finale in favore dei bavaresi. L'UEFA lo ha inoltre nominato miglior giocatore della stagione.
Rimasto al Bayern Monaco per un'ulteriore stagione a seguito del trionfo europeo, non ha potuto fregiarsi delle vittorie nella Supercoppa UEFA e nella Coppa Intercontinentale a causa di un'assenza per infortunio. Il 5 maggio 2002, prima dell'ultima partita stagionale contro l'Hansa Rostock, lo stadio Olimpico gli ha tributato una standing ovation e lo ha salutato con uno striscione che celebrava la vittoria in Champions League della stagione precedente.
Terminata l'esperienza al Bayern Monaco, Effenberg è stato ingaggiato dal Wolfsburg. Ha debuttato con la nuova maglia il 24 agosto 2002, in occasione della sconfitta per 1-0 subita in casa dell'Arminia Bielefeld. L'11 settembre successivo è arrivato il primo gol, nel successo per 2-1 sull'Amburgo. Terminata la stagione, è passato ai qatarioti dell'Al-Arabi, dove ha disputato un campionato prima di ritirarsi dall'attività agonistica.

#### Nazionale
Effenberg ha esordito per la Germania in data 5 giugno 1991, quando è sceso in campo in sostituzione di Matthias Sammer nella sconfitta per 1-0 subita contro il Galles, sfida valida per le qualificazioni al campionato europeo 1992. È stato tra i convocati al campionato d'Europa 1992, in occasione del quale ha trovato il primo gol per la Mannschaft: il 14 giugno, nella fase a gironi della manifestazione, ha segnato una rete nel 2-0 sulla Scozia. La squadra ha chiuso il torneo con una sconfitta in finale, contro la Danimarca.
Effenberg ha partecipato anche al campionato del mondo 1994, essendo incluso tra i convocati del commissario tecnico Berti Vogts. Il 27 giugno 1994 ha giocato quella che è stata, in retrospettiva, la sua ultima partita in Nazionale per quattro anni: nella vittoria per 3-2 contro la Corea del Sud, Vogts ha sostituito Effenberg con Thomas Helmer e, al momento dell'uscita dal campo, il centrocampista è stato subissato dai fischi del pubblico, scontento della sua prestazione. Per tutta risposta, Effenberg ha rivolto per due volte il dito medio alla tribuna. Dopo questo gesto, la sua esperienza con la Germania si è di fatto conclusa, disputando soltanto altre due presenze in amichevole nel corso del 1998.
Effenberg ha totalizzato 35 presenze e 5 reti per la Germania, tra il 1991 e il 1998.

### Allenatore
Il 13 ottobre 2015, Effenberg è stato nominato nuovo allenatore del Paderborn. Si sarebbe avvalso della collaborazione di Sören Osterland come vice. Ha firmato un contratto valido fino al 30 giugno 2017. Alla sua presentazione come tecnico, organizzata dalla società, si è autodefinito «The New One», in riferimento a José Mourinho e Jürgen Klopp, rispettivamente noti come «The Special One» e «The Normal One».
Il 16 ottobre ha quindi guidato per la prima volta la nuova squadra, in occasione della vittoria casalinga per 2-0 sull'Eintracht Braunschweig. Il 24 ottobre è arrivato un altro successo, col medesimo punteggio, sul campo dell'Union Berlino. Dopo questo risultato, sono seguite 12 partite senza alcuna vittoria.
Il 3 marzo 2016, Effenberg è stato sollevato dall'incarico.

## Statistiche

### Presenze e reti nei club
| Stagione                   | Club                       | Campionato                 | Campionato | Campionato | Coppe nazionali | Coppe nazionali | Coppe nazionali | Coppe continentali | Coppe continentali | Coppe continentali | Supercoppe | Supercoppe | Supercoppe | Totale | Totale |
| Stagione                   | Club                       | Comp                       | Pres       | Reti       | Comp            | Pres            | Reti            | Comp               | Pres               | Reti               | Comp       | Pres       | Reti       | Pres   | Reti   |
| -------------------------- | -------------------------- | -------------------------- | ---------- | ---------- | --------------- | --------------- | --------------- | ------------------ | ------------------ | ------------------ | ---------- | ---------- | ---------- | ------ | ------ |
| 1987-1988                  | Borussia M'gladbach        | BL                         | 15         | 1          | CG              | 0               | 0               | CU                 | 0                  | 0                  | -          | -          | -          | 15     | 1      |
| 1988-1989                  | Borussia M'gladbach        | BL                         | 29         | 3          | CG              | 2               | 0               | -                  | -                  | -                  | -          | -          | -          | 31     | 3      |
| 1989-1990                  | Borussia M'gladbach        | BL                         | 29         | 6          | CG              | 3               | 0               | -                  | -                  | -                  | -          | -          | -          | 32     | 6      |
| 1990-1991                  | Bayern Monaco              | BL                         | 32         | 8          | CG              | 1               | 0               | CC                 | 8                  | 1                  | SG         | 1          | 0          | 42     | 9      |
| 1991-1992                  | Bayern Monaco              | BL                         | 33         | 10         | CG              | 1               | 0               | CU                 | 4                  | 1                  | -          | -          | -          | 38     | 11     |
| 1992-1993                  | Fiorentina                 | A                          | 30         | 5          | CI              | 4               | 2               | -                  | -                  | -                  | -          | -          | -          | 34     | 7      |
| 1993-1994                  | Fiorentina                 | B                          | 26         | 7          | CI              | 4               | 0               | -                  | -                  | -                  | -          | -          | -          | 30     | 7      |
| Totale Fiorentina          | Totale Fiorentina          | Totale Fiorentina          | 56         | 7          |                 | 8               | 2               |                    | -                  | -                  |            | -          | -          | 64     | 14     |
| 1994-1995                  | Borussia M'gladbach        | BL                         | 30         | 7          | CG              | 5               | 2               | -                  | -                  | -                  | -          | -          | -          | 35     | 9      |
| 1995-1996                  | Borussia M'gladbach        | BL                         | 31         | 7          | CG              | 2               | 1               | CdC                | 6                  | 3                  | SG         | 1          | 0          | 40     | 11     |
| 1996-1997                  | Borussia M'gladbach        | BL                         | 29         | 1          | CG              | 2               | 0               | CU                 | 3                  | 2                  | -          | -          | -          | 34     | 3      |
| 1997-1998                  | Borussia M'gladbach        | BL                         | 28         | 8          | CG              | 1               | 0               | -                  | -                  | -                  | -          | -          | -          | 29     | 8      |
| Totale Borussia M'gladbach | Totale Borussia M'gladbach | Totale Borussia M'gladbach | 191        | 33         |                 | 15              | 3               |                    | 9                  | 5                  |            | 1          | 0          | 216    | 41     |
| 1998-1999                  | Bayern Monaco              | BL                         | 31         | 8          | CdL+CG          | 2+6             | 0+3             | UCL                | 12                 | 5                  | -          | -          | -          | 51     | 16     |
| 1999-2000                  | Bayern Monaco              | BL                         | 27         | 2          | CdL+CG          | 1+5             | 0               | UCL                | 11                 | 2                  | -          | -          | -          | 44     | 4      |
| 2000-2001                  | Bayern Monaco              | BL                         | 20         | 4          | CdL+CG          | 0               | 0               | UCL                | 10                 | 1                  | -          | -          | -          | 30     | 5      |
| 2001-2002                  | Bayern Monaco              | BL                         | 17         | 2          | CdL+CG          | 1+4             | 0               | UCL                | 7                  | 1                  | SU+CInt    | 0          | 0          | 29     | 3      |
| Totale Bayern Monaco       | Totale Bayern Monaco       | Totale Bayern Monaco       | 160        | 34         |                 | 4+17            | 0+3             |                    | 52                 | 11                 |            | 1          | 0          | 234    | 48     |
| 2002-2003                  | Wolfsburg                  | BL                         | 19         | 3          | CG              | 2               | 0               | -                  | -                  | -                  | -          | -          | -          | 21     | 3      |
| 2003-2004                  | Al-Arabi                   | QL                         | 15         | 4          | CQ              | ?               | ?               | -                  | -                  | -                  | -          | -          | -          | 15+    | 4+     |
| Totale                     | Totale                     | Totale                     | 441        | 81         |                 | ?               | ?               |                    | ?                  | ?                  |            | ?          | ?          | ?      | ?      |

### Cronologia presenze e reti in nazionale
| Cronologia completa delle presenze e delle reti in nazionale ― Germania | Cronologia completa delle presenze e delle reti in nazionale ― Germania | Cronologia completa delle presenze e delle reti in nazionale ― Germania | Cronologia completa delle presenze e delle reti in nazionale ― Germania | Cronologia completa delle presenze e delle reti in nazionale ― Germania | Cronologia completa delle presenze e delle reti in nazionale ― Germania | Cronologia completa delle presenze e delle reti in nazionale ― Germania | Cronologia completa delle presenze e delle reti in nazionale ― Germania |
| Data                                                                    | Città                                                                   | In casa                                                                 | Risultato                                                               | Ospiti                                                                  | Competizione                                                            | Reti                                                                    | Note                                                                    |
| ----------------------------------------------------------------------- | ----------------------------------------------------------------------- | ----------------------------------------------------------------------- | ----------------------------------------------------------------------- | ----------------------------------------------------------------------- | ----------------------------------------------------------------------- | ----------------------------------------------------------------------- | ----------------------------------------------------------------------- |
| 5-6-1991                                                                | Cardiff                                                                 | Galles                                                                  | 1 – 0                                                                   | Germania                                                                | Qual. Euro 1992                                                         | -                                                                       | 74’                                                                     |
| 11-9-1991                                                               | Londra                                                                  | Inghilterra                                                             | 0 – 1                                                                   | Germania                                                                | Amichevole                                                              | -                                                                       |                                                                         |
| 16-10-1991                                                              | Norimberga                                                              | Germania                                                                | 4 – 1                                                                   | Galles                                                                  | Qual. Euro 1992                                                         | -                                                                       | 78’                                                                     |
| 20-11-1991                                                              | Anderlecht                                                              | Belgio                                                                  | 0 – 1                                                                   | Germania                                                                | Qual. Euro 1992                                                         | -                                                                       | 80’                                                                     |
| 22-4-1992                                                               | Praga                                                                   | Cecoslovacchia                                                          | 1 – 1                                                                   | Germania                                                                | Amichevole                                                              | -                                                                       |                                                                         |
| 30-5-1992                                                               | Gelsenkirchen                                                           | Germania                                                                | 1 – 0                                                                   | Turchia                                                                 | Amichevole                                                              | -                                                                       | 46’ 55’                                                                 |
| 2-6-1992                                                                | Brema                                                                   | Germania                                                                | 1 – 1                                                                   | Irlanda del Nord                                                        | Amichevole                                                              | -                                                                       |                                                                         |
| 12-6-1992                                                               | Norrköping                                                              | Comunità degli Stati Indipendenti                                       | 1 – 1                                                                   | Germania                                                                | Euro 1992 - 1º turno                                                    | -                                                                       |                                                                         |
| 15-6-1992                                                               | Norrköping                                                              | Scozia                                                                  | 0 – 2                                                                   | Germania                                                                | Euro 1992 - 1º turno                                                    | 1                                                                       |                                                                         |
| 18-6-1992                                                               | Göteborg                                                                | Germania                                                                | 1 – 3                                                                   | Paesi Bassi                                                             | Euro 1992 - 1º turno                                                    | -                                                                       | 46’                                                                     |
| 21-6-1992                                                               | Stoccolma                                                               | Svezia                                                                  | 2 – 3                                                                   | Germania                                                                | Euro 1992 - Semifinale                                                  | -                                                                       | 3’                                                                      |
| 26-6-1992                                                               | Göteborg                                                                | Danimarca                                                               | 2 – 0                                                                   | Germania                                                                | Euro 1992 - Finale                                                      | -                                                                       | 35’ 81’                                                                 |
| 9-9-1992                                                                | Copenaghen                                                              | Danimarca                                                               | 1 – 2                                                                   | Germania                                                                | Amichevole                                                              | 1                                                                       |                                                                         |
| 14-10-1992                                                              | Dresda                                                                  | Germania                                                                | 1 – 1                                                                   | Messico                                                                 | Amichevole                                                              | -                                                                       |                                                                         |
| 18-11-1992                                                              | Norimberga                                                              | Germania                                                                | 0 – 0                                                                   | Austria                                                                 | Amichevole                                                              | -                                                                       |                                                                         |
| 16-12-1992                                                              | Porto Alegre                                                            | Brasile                                                                 | 3 – 1                                                                   | Germania                                                                | Amichevole                                                              | -                                                                       | Ammonizione                                                             |
| 24-3-1993                                                               | Glasgow                                                                 | Scozia                                                                  | 0 – 1                                                                   | Germania                                                                | Amichevole                                                              | -                                                                       | 60’                                                                     |
| 14-4-1993                                                               | Bochum                                                                  | Germania                                                                | 6 – 1                                                                   | Ghana                                                                   | Amichevole                                                              | 2                                                                       |                                                                         |
| 10-6-1993                                                               | Washington                                                              | Brasile                                                                 | 3 – 3                                                                   | Germania                                                                | U.S. Cup 1993                                                           | -                                                                       |                                                                         |
| 13-6-1993                                                               | Chicago                                                                 | Stati Uniti                                                             | 3 – 4                                                                   | Germania                                                                | U.S. Cup 1993                                                           | -                                                                       | 60’                                                                     |
| 19-6-1993                                                               | Detroit                                                                 | Germania                                                                | 2 – 1                                                                   | Inghilterra                                                             | U.S. Cup 1993                                                           | 1                                                                       | 76’                                                                     |
| 22-9-1993                                                               | Tunisi                                                                  | Tunisia                                                                 | 1 – 1                                                                   | Germania                                                                | Amichevole                                                              | -                                                                       |                                                                         |
| 13-10-1993                                                              | Karlsruhe                                                               | Germania                                                                | 5 – 0                                                                   | Uruguay                                                                 | Amichevole                                                              | -                                                                       | 87’                                                                     |
| 17-11-1993                                                              | Colonia                                                                 | Germania                                                                | 2 – 1                                                                   | Brasile                                                                 | Amichevole                                                              | -                                                                       |                                                                         |
| 15-12-1993                                                              | Miami                                                                   | Germania                                                                | 1 – 2                                                                   | Argentina                                                               | Amichevole                                                              | -                                                                       | Ammonizione                                                             |
| 18-12-1993                                                              | Palo Alto                                                               | Stati Uniti                                                             | 0 – 3                                                                   | Germania                                                                | Amichevole                                                              | -                                                                       |                                                                         |
| 22-12-1993                                                              | Città del Messico                                                       | Messico                                                                 | 0 – 0                                                                   | Germania                                                                | Amichevole                                                              | -                                                                       | 78’                                                                     |
| 23-3-1994                                                               | Stoccarda                                                               | Germania                                                                | 2 – 1                                                                   | Italia                                                                  | Amichevole                                                              | -                                                                       |                                                                         |
| 29-5-1994                                                               | Hannover                                                                | Germania                                                                | 0 – 2                                                                   | Irlanda                                                                 | Amichevole                                                              | -                                                                       | 46’                                                                     |
| 2-6-1994                                                                | Vienna                                                                  | Austria                                                                 | 1 – 5                                                                   | Germania                                                                | Amichevole                                                              | -                                                                       |                                                                         |
| 17-6-1994                                                               | Chicago                                                                 | Germania                                                                | 1 – 0                                                                   | Bolivia                                                                 | Mondiali 1994 - 1º turno                                                | -                                                                       |                                                                         |
| 21-6-1994                                                               | Chicago                                                                 | Germania                                                                | 1 – 1                                                                   | Spagna                                                                  | Mondiali 1994 - 1º turno                                                | -                                                                       | 71’                                                                     |
| 27-6-1994                                                               | Dallas                                                                  | Germania                                                                | 3 – 2                                                                   | Corea del Sud                                                           | Mondiali 1994 - 1º turno                                                | -                                                                       | 45’ 76’                                                                 |
| 2-9-1998                                                                | Ta' Qali                                                                | Malta                                                                   | 1 – 2                                                                   | Germania                                                                | Amichevole                                                              | -                                                                       |                                                                         |
| 5-9-1998                                                                | Ta' Qali                                                                | Romania                                                                 | 1 – 1                                                                   | Germania                                                                | Amichevole                                                              | -                                                                       |                                                                         |
| Totale                                                                  |                                                                         | Presenze                                                                | 35                                                                      |                                                                         | Reti                                                                    | 5                                                                       |                                                                         |

## Palmarès

### Giocatore

#### Club

##### Competizioni nazionali
- Supercoppa di Germania: 1

Bayern Monaco: 1990
- Campionato italiano di Serie B: 1

Fiorentina: 1993-1994
- Coppa di Germania: 2

Borussia Mönchengladbach: 1994-1995
Bayern Monaco: 1999-2000
- Coppa di Lega tedesca: 3

Bayern Monaco: 1998, 1999, 2000
- Campionato tedesco: 3

Bayern Monaco: 1998-1999, 1999-2000, 2000-2001

##### Competizioni internazionali
- UEFA Champions League: 1

Bayern Monaco: 2000-2001

#### Individuale
- UEFA Club Footballer of the Year: 1

2001